# صلاة العشاء
صَلَاةُ العِشَاء هي الصلاة الخامسة والأخيرة في اليوم وهي صلاة جهرية تتكون من  أربع ركعات.

## وقتها
يدخل وقت صلاة العشاء بمغيب الشفق الأحمر، ويمتد إلى طلوع الفجر الصادق. فعن عائشة بنت أبي بكر قالت: «كانوا يصلون العتمة فيما بين أن يغيب الشفق إلى ثلث الليل الأول»، رواه البخاري.
وعن أبي هريرة قال: قال رسول الله صلّ الله عليه وسلم: «لولا أن أشق على أمتي لأمرتهم أن يؤخروا العشاء إلى ثلث الليل أو نصفه»، رواه أحمد وابن ماجة والترمذي وصححه.
وعن أبي سعيد قال: انتظرنا رسول الله صلّ الله عليه وسلم ليلة بصلاة العشاء حتى ذهب نحو من شطر الليل قال : فجاء فصلى بنا ثم قال: «خذوا مقاعدكم فإن الناس قد أخذوا مضاجعهم، وإنكم لن تزالوا في صلاة منذ انتظرتموها لولا ضعف الضعيف وسقم السقيم وحاجة ذي الحاجة، لاخرت هذه الصلاة إلى شطر الليل»، رواه أحمد وأبو داود وابن ماجة والنسائي وابن خزيمة وإسناده صحيح. هذا وقت الاختيار. وأما وقت الجواز والاضطرار فهو ممتد إلى الفجر، لحديث أبي قتادة قال، قال رسول الله صلى الله عليه وسلم : «أما إنه ليس في النوم تفريط إنما التفريط على من لم يصل الصلاة حتى يجيء وقت الصلاة الأخرى»، رواه مسلم. والحديث المتقدم في المواقيت يدل على أن وقت كل صلاة ممتد إلى دخول وقت العتمة.

## ما ورد عن الأحاديث عن صلاة العشاء
عن سليمان بن يسار عَنْ أبي هريرة رضي الله عنه قَالَ: «(مَا صَلَّيْتُ وَرَاءَ أَحَدٍ أَشْبَهَ صَلَاةً بِرَسُولِ اللَّهِ صَلَّى اللَّهُ عَلَيْهِ وَسَلَّمَ مِنْ فُلَانٍ) قَالَ سُلَيْمَانُ: (كَانَ يُطِيلُ الرَّكْعَتَيْنِ الْأُولَيَيْنِ مِنْ الظُّهْرِ، وَيُخَفِّفُ الْأُخْرَيَيْنِ، وَيُخَفِّفُ الْعَصْرَ، وَيَقْرَأُ فِي الْمَغْرِبِ بِقِصَارِ الْمُفَصَّلِ، وَيَقْرَأُ فِي الْعِشَاءِ بِوَسَطِ الْمُفَصَّلِ ، وَيَقْرَأُ فِي الصُّبْحِ بِطُوَلِ الْمُفَصَّلِ)». رواه النسائي، وصححه الألباني في صحيح سنن النسائي.